# 궁관역
궁관역(타이완대학)은 1999년에 개통한 타이완의 철도역이다.

## 역 주변
- 국립 타이완 대학

## 같이 보기
- 궁관 (타이베이시)